# シェイン・コスギ
シェイン・コスギ（本名：Shane Tomoya Kosugi（シェイン・トモヤ・コスギ）、1976年5月25日 - ）は、日系人の男性俳優。アメリカ合衆国ロサンゼルス出身。ペパーダイン大学経済学部卒業。

## 来歴
1976年、アメリカ・ロサンゼルスにてハリウッドスターであるショー・コスギの次男として生まれる。母は中国人で、兄はケイン・コスギ、妹にアイーシャが一人いる。
英語・演技・武道を通して国際的な俳優・人格の育成をするショー・コスギ塾（Sho Kosugi Institute、略称：SKI）日本校のスーパーバイザーも務める。兄とともに、父のハリウッド映画に出演。空手・柔道・武術に長け、TBS『SASUKE』やテレビ東京『SPORTS BEAT」』など数多くのテレビ番組に出演し、映画『ラスト サムライ』にも出演した。2000年秋のSASUKE第6回大会では兄のケイン・コスギとともに3rdステージに進出。兄弟同時3rdステージ進出はSASUKE史上唯一である。
現在は、kysstudio（キーズスタジオ）でインストラクターをしながら役者業を続けている。

## SASUKEでの戦歴

### 大会ごとの戦歴

#### 第2回大会～第4回大会
第2回に初出場。1stステージをクリアし、2ndステージでは警告音が鳴り響く中でウォールリフティングに辿り着いたが、3枚目の壁を持ち上げてゴールに向かう矢先にタイムアップ（ゼッケン88、ダイジェスト）。
第3回は1stの新エリア・ローリング丸太でリタイア（ゼッケン28）。
第4回は初めて兄・ケインと共に出場。自身の後に挑戦を控えたケインが見守る中の挑戦は、1stのロープクライムでタイムアップを喫した（ゼッケン96）。

#### 第6回大会～第9回大会
第6回は1stのそり立つ壁で初挑戦ながら1発で登り切り、6.07秒残しで4大会ぶりにクリア。2ndでは過去にタイムアップとなったウォールリフティングに時間を残して攻略し、4.8秒残しで初の2ndクリア。その際、両手でガッツポーズをしながら雄叫びを上げた。兄と共に進出した3rdステージでは、ボディプロップで開始直後から苦戦を強いられ、1度スタート地点に戻ってやり直しを図ったが、1個目の空白を前に力尽きリタイア（ゼッケン97）。
第7回ではまたも3rdのボディプロップでリタイアとなったが、兄・ケインが2ndでリタイアしたため、兄弟揃って出場した大会で初めて兄を上回る成績を収めた（ゼッケン81）。
第8回は大型台風接近の影響により何度も収録を中断しながら行った大会で、全体的にエリアが滑りやすくなっていた。1stではそり立つ壁で初めてリタイアを喫した（ゼッケン85）。
第9回は3年ぶりにシェイン1人で出場。1stの大玉でリタイアとなった（ゼッケン91）。

### 大会別成績
| 大会      | ゼッケン | STAGE | 記録                 | 備考          |
| --------- | -------- | ----- | -------------------- | ------------- |
| 第2回大会 | 88       | 2nd   | ウォールリフティング | ゲート手前    |
| 第3回大会 | 28       | 1st   | ローリング丸太       |               |
| 第4回大会 | 96       | 1st   | ロープクライム       |               |
| 第6回大会 | 97       | 3rd   | ボディプロップ       | 1個目の空白前 |
| 第7回大会 | 81       | 3rd   | ボディプロップ       | 1個目の空白   |
| 第8回大会 | 85       | 1st   | そり立つ壁           |               |
| 第9回大会 | 91       | 1st   | 大玉                 |               |

### 通算成績
| 出場数 | 2nd進出 | 3rd進出 | FINAL進出 | 最優秀成績 |
| ------ | ------- | ------- | --------- | ---------- |
| 7回    | 3回     | 2回     | 0回       | 0回        |

- 2021年 第39回大会終了時点

## 出演

### テレビ
- SASUKE（TBS）
- 最強の男は誰だ!壮絶筋肉バトル!!スポーツマンNo.1決定戦（2002年3月27日、TBS）- 総合10位(途中棄権)

### 映画
- ニンジャII/修羅ノ章 Revenge of the Ninja （1982年） - Cho's First Son  役（クレジット無し）
- デス・オブ・ニンジャ/地獄の激戦 Nine Deaths of the Ninja （1984年） - シェイン 役
- プレイ・フォー・デス Pray for Death （1985年） - トモヤ・サイトウ 役
- ブラック・イーグル Black Eagle （1987年） - デニー・タニ 役
- ラスト サムライ The Last Samurai （2003年） - Samurai Ensemble 役
- 影 KAGE（2007年） - Retsu 役
- 四十九 SeeK.1（2023年） - 監督・脚本 [3]

### 動画
1. ↑   (日本語) 【歴代大会6/39】夢の完全制覇へ！人生SASUKE 職業SASUKE ミスターSASUKE 山田勝己【SASUKE 40回大会 記念プレイバック】 2022年12月5日閲覧。
2. ↑   (日本語) 【歴代大会7/39】新ファイナルステージにガソリンスタンド所長 山本進悟が挑む！衝撃の結末に静まりかえる緑山鋼鉄の魔城の前に人類は成す術がないのか!?【SASUKE 40回大会 記念プレイバック】 2022年12月5日閲覧。